# Union nationale (Gabon)
L'Union Nationale (UN) est un parti politique gabonais, créé en février 2010 par l'union de trois partis et dissous le 26 janvier 2011 par le ministre de l'intérieur pour avoir « violé gravement la Constitution ». Le parti est réhabilité en 2015 sous la pression de l'Union africaine.

## Histoire
En février 2010, quelques candidats déclarés battus à l'élection présidentielle d'août 2009, remportée par Ali Bongo Ondimba, fils du président Omar Bongo décédé en juin 2009, et des partis politiques fusionnent pour créer l'Union nationale. Il s'agit du MAD de Pierre Claver Zeng Ebome avec Jean Eyeghe Ndong, du RNR de Gerard Ella Nguema avec Jean Ntoutoume Ngoua et de l'UGDD de Zacharie Myboto avec Paulette Missambo, Casimir Oye Mba et André Mba Obame. Le dernier cité, classé 3e au scrutin, conteste cette élection et revendique la victoire.
Le mardi 25 janvier 2011, André Mba Obame décide de s'autoproclamer président à Libreville, prête serment et annonce la composition de son gouvernement dans une déclaration diffusée par sa télévision TV+. Citant un article de « la déclaration des droits de l'Homme et du citoyen de 1793 » qui évoque « l'insurrection » comme droit « quand le gouvernement viole le droit du peuple », il invite explicitement ses compatriotes à suivre l'exemple de la Côte d'Ivoire, où deux présidents proclamés se disputent le pouvoir, et de la Tunisie, où une révolte populaire a renversé le président Zine el Abidine Ben Ali : « Nous y sommes. Prenons nos responsabilités [...] Nous ne sommes pas plus lâches que les Ivoiriens, nous ne sommes pas plus lâches que les Tunisiens. Alors, l'Histoire est en marche, on y va ! ». D'autre part, il annonce le nom de son premier ministre, Raphaël Bandega Lendoye, professeur à l'Université Omar Bongo de Libreville, qui présente ensuite une liste de 19 personnes formant son gouvernement, avec comme ministre des Affaires étrangères l'ex-candidat à la présidentielle Bruno Ben Moubamba.
Le mercredi 26 janvier 2011, le ministre de l'Intérieur, Jean-François Ndongou, annonce que le parti d'opposition, Union nationale, dont le secrétaire exécutif André Mba Obame s'est proclamé président et a formé un gouvernement, a été dissous « avec effet immédiat ». Le ministre l'accuse d'avoir « violé gravement la Constitution », violation qui « constitue un crime de haute trahison puni par la loi » ; de ce fait il encourt d'être traduit « devant les tribunaux compétents de la République » et demande « la levée de l'immunité parlementaire du député André Mba Obame auprès de l'Assemblée nationale ».
Le parti est de nouveau autorisé au début de 2015.
En mai 2023, Paulette Missambo est investie candidate du parti pour l'élection présidentielle de 2023.

## Personnalités du parti
- Zacharie Myboto
- André Mba Obame
- Jean Eyeghe Ndong
- Jean Ntoutoume Ngoua
- Casimir Oye Mba
- Pierre Claver Zeng Ebome
- Paulette Missambo